# Vojtěch Boháč
Vojtěch Boháč (* 8. března 1990, Brno) je český válečný reportér, politolog, novinář zaměřující se na východní Evropu a Balkán.
Vystudoval politologii na Fakultě sociálních studií Masarykovy univerzity v Brně. Psal jako nezávislý novinář pro deník Právo, časopis Reportér, Deník Referendum, A2larm nebo Moscow Times. Je zakladatel a šéfredaktor nezávislého zpravodajského serveru Voxpot, který se věnuje nedostatečně pokrytým zahraničním tématům. Publikuje i na sociálních sítích, především na Twitteru.
V listopadu 2022 vydal knihu Všechny cesty vedou k válce, kde nejprve jako student a posléze jako začínající novinář a válečný reportér popisuje svoje vzpomínky na události, které předcházely ruské invazi na Ukrajinu. V srpnu 2025 podepsal otevřený dopis českých novinářů, v němž signatáři žádali českou vládu a prezidenta, aby pomohli palestinským novinářům v Gaze.

## Ocenění
- Novinářská křepelka 2021, cena Nadace Český literární fond, udělovaná mladým perspektivním novinářům do 33 let.[6]

## Dílo
- Všechny cesty vedou k válce: Příběh Ruska a Ukrajiny očima českého reportéra, 2011–2022. Brno: CPress, 2022. 424 s. ISBN 978-80-264-4527-2.